# Syndabocken
För andra betydelser, se Syndabocken (olika betydelser).
Syndabocken är en novell av August Strindberg, utgiven tillsammans med Taklagsöl i bokform 1907. 

## Handling
Handlingen kretsar kring en advokat i 30-årsåldern, Edvard Libotz, som kommer till staden för att efter misslyckat värv som notarie vid hovrätten öppna egen byrå. Från första stund är han illa ansedd av så gott som hela stadens befolkning, hans utseende i form av mörka lockar för tankarna till tattare, hans naiva och godtrogna personlighet gör att folket utnyttjar, lurar och bedrar honom, samt hans bakgrund som son till en bedräglig handelsman medför att han aldrig blir riktigt och ärligt accepterad och välkommen, trots eller på grund av hans alltigenom ärliga och rättrogna vandel i staden. 
Sjögren är en ung man som anställs som skrivare på Libotz byrå.
Stadsfiskalen Tjärne är en man som gärna besöker Askanius värdshus på kvällarna för en konjak eller två, och gör också Libotz bekantskap. 
Libotz stiftar en viss bekantskap med värdshusvärden Askanius, som dock alltjämt förhåller sig reserverad gentemot den främmande advokaten, och förlovar sig med Askanius dotter Karin, men de inser snart att de saknar samtalsämnen och glöd och bryter förlovningen. 
Det visar sig att den maktfullkomlige stadsfiskalen Tjärne går bakom ryggen på Askanius och Libotz och snappar upp allt vad de säger för att göra livet surt för dem; efter en tävling mellan Tjärne och Sjögren om en kvinnas gunst där Tjärne förlorar ser han till att framställa Sjögren som en bedragare som slarvat med bokföringen, varvid Libotz konsulterar Tjärne i egenskap av vän, men Tjärne offentliggör misstankarna i form av en anmälan. Sjögren är oskyldig och då riskerar istället Libotz att bli straffad och han får också böter. Förutom problem med kärleken och arbetet dras han också med en sadistisk far, den ökände och hatade f d handelsmannen, och en bror, som gör allt de kan för att ge Libotz skuldkänslor och få hans anseende att sjunka.
Tjärne ser till att Askanius blir av med sina rättigheter att hålla värdshus i sin lokal. 
Askanius vet hela tiden innerst inne att Tjärne motarbetar honom, men älskar honom blint och förbehållslöst, då Tjärne påminner om hans döde bror.
Askanius ordnar en ny lokal, och Tjärne ser till att ett Grand öppnas i staden, varvid Askanius, som dessutom förlorat sin hustru i sjukdom, blir galen och håller sin nya restaurang öppen med musik och elektricitet på dygnet runt trots att inga gäster kommer. Tjärne försöker med stöd av papper som intygar Askanius otillräknelighet att stänga även denna restaurang, men Askanius vägrar och tar till slut sitt liv med vätecyanid, inlåst i ett av restaurangens rum. 
Libotz tvingas lämna staden då han inte får ha kvar sin bostad och sin byrå. Han bibehåller ett oerhört stoiskt lugn, trots allt och alla som gått emot honom, och är vidare i fullständig avsaknad av hämndbegär. Han förstår att han fungerat som stadens syndabock; när två ovänner mötts på värdshuset och Libotz har kommit på tal, har de genast blivit vänner och förenats i gemensamt hat mot Libotz. Han tröstar sig med Bibeln och lämnar staden med nya öden i sikte, som han anar, men inte längre fruktar.